# Серия Гран-при по фигурному катанию сезона 2011/2012
Серия Гран-при по фигурному катанию сезона 2011—2012 годов — это комплекс ежегодных коммерческих турниров по фигурному катанию среди лучших фигуристов планеты (по рейтингу ИСУ), прошедших осенью и в начале зимы 2011 года. Спортсмены на шести этапах серии соревновались в категориях мужское и женское одиночное катание, парное катание и танцы на льду. За занятые на этапах места присуждаются баллы от 15-ти (за 1 место) до 3-х (за 8 место). Лучшие шесть спортсменов или пар, набравшие наибольшее количество баллов, выступили в финале серии.

## Участники
В серии Гран-при по фигурному катанию сезона 2011—2012 имели право принять участие фигуристы, достигшие возраста 14 лет на 1 июля 2011 года.
В июле 2011 года, Международный союз конькобежцев добавил в правила проведения серии минимальные требования к оценке, которые были установлены в размере двух третей от высшей оценки на чемпионате мира 2011 года. Чтобы принять участие в Гран-при сезона, фигуристы должны были заработать на турнирах до начала серии, как минимум, следующие баллы:
| Дисциплина | Минимум |
| Мужчины    | 168.60  |
| Женщины    | 117.48  |
| Пары       | 130.71  |
| Танцы      | 111.15  |
| ---------- | ------- |

Фигуристы, которые не имели минимума с предыдущего сезона, могли попытаться получить его на следующих турнирах: Nebelhorn Trophy 2011, Мемориал Ондрея Непелы 2011, Finlandia Trophy 2011, Coupe de Nice 2011, Icechallenge 2011  или NRW Ice Dance Trophy 2011.

## Расписание
| Турнир                          | Место проведения         | Начало          | Окончание       |
| ------------------------------- | ------------------------ | --------------- | --------------- |
| Skate America 2011              | США, Онтарио, Калифорния | 21 октября 2011 | 23 октября 2011 |
| Skate Canada 2011               | Канада, Миссиссога       | 28 октября 2011 | 30 октября 2011 |
| Cup of China 2011               | Китай, Пекин             | 4 ноября 2011   | 6 ноября 2011   |
| NHK Trophy 2011                 | Япония, Саппоро          | 11 ноября 2011  | 13 ноября 2011  |
| Trophée Eric Bompard 2011       | Франция, Париж           | 18 ноября 2011  | 20 ноября 2011  |
| Cup of Russia 2011              | Россия, Москва           | 25 ноября 2011  | 27 ноября 2011  |
| Финал Гран-при сезона 2011—2012 | Канада, Квебек           | 8 декабря 2011  | 11 декабря 2011 |

## Баллы
За занятые на каждом этапе места спортсмены получали баллы по следующему принципу:
| Занятое место | Баллы (одиночники и одиночницы) | Баллы (спортивные пары и танцоры) |
| ------------- | ------------------------------- | --------------------------------- |
| 1 место       | 15 баллов                       | 15 баллов                         |
| 2 место       | 13 баллов                       | 13 баллов                         |
| 3 место       | 11 баллов                       | 11 баллов                         |
| 4 место       | 9 баллов                        | 9 баллов                          |
| 5 место       | 7 баллов                        | 7 баллов                          |
| 6 место       | 5 баллов                        | 5 баллов                          |
| 7 место       | 4 балла                         |                                   |
| 8 место       | 3 балла                         |                                   |

По шесть спортсменов (пар) в каждой дисциплине, набравшие наибольшее количество баллов, вышли в финал Гран-при. При равном количестве набранных баллов, в финал проходят спортсмены, занявшие более высокое место на пьедестале.
С сезона 2011/2012 Международный союз конькобежцев предоставил право первой шестёрке чемпионата мира предыдущего года (чемпионат мира 2011) выступить, по желанию, на трёх этапах серии, при этом в зачёт пошли два лучших результата.

### Набранные баллы
В Гран-при сезона 2011/2012 баллы распределились следующим образом: 
| Баллы     | Мужчины                                                         | Женщины                                       | Пары                                                                                                | Танцы |
| --------- | --------------------------------------------------------------- | --------------------------------------------- | --------------------------------------------------------------------------------------------------- | --- |
| 30 баллов | Патрик Чан                                                      | Елизавета Туктамышева                         | Татьяна Волосожар / Максим Траньков Алёна Савченко / Робин Шолковы Юко Кавагути / Александр Смирнов | Мэрил Дэвис / Чарли Уайт Тесса Вертью / Скотт Моир                                                                                |
| 28 баллов |                                                                 | Мао Асада Каролина Костнер Акико Судзуки      | | Майя Шибутани / Алекс Шибутани |
| 26 баллов | Дайсукэ Такахаси Джереми Эбботт Михал Бржезина Хавьер Фернандес | Алисса Чизни                                  | Чжан Дань / Чжан Хао                                                                                | Екатерина Боброва / Дмитрий Соловьёв Натали Пешала / Фабьян Бурза Кейтлин Уивер / Эндрю Поже                                      |
| 24 балла  | Юдзуру Ханю Сун Нань Такахико Кодзука                           | Алёна Леонова                                 | | |
| 22 балла  |                                                                 | Аделина Сотникова                             | Наруми Такахаси / Мэрвин Тран Мэган Дюамель / Эрик Рэдфорд Кирстен Мур-Тауэрс / Дилан Москович      | Анна Каппеллини / Лука Ланотте |
| 20 баллов |                                                                 | Мирай Нагасу Эшли Вагнер                      | Вера Базарова / Юрий Ларионов Суй Вэньцзин / Хань Цун Стефания Бертон / Ондржей Готарек             | Елена Ильиных / Никита Кацалапов                                                                                                  |
| 19 баллов |                                                                 |                                               | | |
| 18 баллов | Адам Риппон                                                     | Виктория Хельгессон                           | Аманда Эвора / Марк Ладвиг                                                                          | Изабелла Тобиас / Дейвидас Стагнюнас Нелли Жиганшина / Александр Гажи                                                             |
| 17 баллов | Нобунари Ода                                                    |                                               | | |
| 16 баллов | Кевин ван дер Перрен Росс Майнер                                |                                               | Кейди Денни / Джон Кафлин                                                                           | Пернель Каррон / Ллойд Джонс Мэдисон Чок / Эван Бейтс Екатерина Рязанова / Илья Ткаченко                                          |
| 15 баллов |                                                                 |                                               | | |
| 14 баллов | Ричард Дорнбуш Артур Гачинский Денис Тен                        | Канако Мураками Харука Имаи                   | | |
| 13 баллов |                                                                 |                                               | | |
| 12 баллов | Самуэль Контести                                                | Кийра Корпи                                   | Любовь Илюшечкина / Нодари Маисурадзе Джессика Дюбэ / Себастьян Вольф                               | Хуан Синьтун/Чжэн Сюнь |
| 11 баллов |                                                                 | Элене Гедеванишвили Ксения Макарова           | | |
| 10 баллов |                                                                 |                                               | | |
| 9 баллов  | Андрей Рогозин                                                  | София Бирюкова Чжан Кэсинь Маэ Беренис Мейт   | Ксения Столбова / Фёдор Климов                                                                      | Пенни Кумс / Николас Бакленд |
| 8 баллов  | Константин Меньшов                                              | Амели Лакост                                  | | |
| 7 баллов  | Флоран Амодьо Томаш Вернер                                      | Кристина Гао Агнес Завадски                   | Катарина Гербольдт / Александр Энберт                                                               | Лоренца Алессандрини / Симоне Ватури Харис Ральф / Ашер Хилл                                                                      |
| 6 баллов  |                                                                 |                                               | | |
| 5 баллов  | Александр Майоров Дайсукэ Мураками                              | Кэролайн Чжан                                 | Юй Сяоюй / Цзинь Ян Тиффани Вайс / Дон Болдуин Дун Хуэйбо / У Имин Эшли Кейн / Джошуа Рейган        | Екатерина Пушкаш / Джонатан Гурейро Мэдисон Хаббелл / Захари Донахью Линн Кринкрайрут / Логан Джульетти-Смитт Юй Сяоян / Ван Чэнь |
| 4 балла   | Кевин Рейнольдс Сергей Воронов Тацуки Матида Дуглас Раззано     | Синтия Фанёф Соня Лафуэнте                    | | |
| 3 балла   | Армин Махбанузаде У Цзялян Ромэн Понсар                         | Гэн Бинва Джоли Форте Ирета Силит Сара Хеккен | | |

 — отобравшиеся в финал Гран-при.

## Медалисты
| Соревнование  | Дисциплина | Золото                         | Серебро                      | Бронза                               |
| Skate America | Мужчины    | Михал Бржезина                 | Кевин ван дер Перрен         | Такахико Кодзука                     |
| Skate America | Женщины    | Алисса Чизни                   | Каролина Костнер             | Виктория Хельгессон                  |
| Skate America | Пары       | Алёна Савченко / Робин Шолковы | Чжан Дань / Чжан Хао         | Кирстен Мур-Тауэрс / Дилан Москович  |
| Skate America | Танцы      | Мэрил Дэвис / Чарли Уайт       | Натали Пешала / Фабьян Бурза | Изабелла Тобиас / Дейвидас Стагнюнас |

| Соревнование               | Дисциплина | Золото                              | Серебро                    | Бронза                         |
| Skate Canada International | Мужчины    | Патрик Чан                          | Хавьер Фернандес           | Дайсукэ Такахаси               |
| Skate Canada International | Женщины    | Елизавета Туктамышева               | Акико Судзуки              | Эшли Вагнер                    |
| Skate Canada International | Пары       | Татьяна Волосожар / Максим Траньков | Суй Вэньцзин / Хань Цун    | Мэган Дюамель / Эрик Рэдфорд   |
| Skate Canada International | Танцы      | Тесса Вертью / Скотт Моир           | Кэйтлин Уивер / Эндрю Поже | Анна Каппеллини / Лука Ланотте |

| Соревнование | Дисциплина | Золото                               | Серебро                        | Бронза                              |
| Cup of China | Мужчины    | Джереми Эбботт                       | Нобунари Ода                   | Сун Нань                            |
| Cup of China | Женщины    | Каролина Костнер                     | Мираи Нагасу                   | Аделина Сотникова                   |
| Cup of China | Пары       | Юко Кавагути / Александр Смирнов     | Чжан Дань / Чжан Хао           | Кирстен Мур-Тауэрс / Дилан Москович |
| Cup of China | Танцы      | Екатерина Боброва / Дмитрий Соловьёв | Майя Шибутани / Алекс Шибутани | Пернель Каррон / Ллойд Джонс        |

| Соревнование | Дисциплина | Золото                           | Серебро                       | Бронза                           |
| NHK Trophy   | Мужчины    | Дайсукэ Такахаси                 | Такахико Кодзука              | Росс Майнер                      |
| NHK Trophy   | Женщины    | Акико Судзуки                    | Мао Асада                     | Алёна Леонова                    |
| NHK Trophy   | Пары       | Юко Кавагути / Александр Смирнов | Наруми Такахаси / Мервин Тран | Алёна Савченко / Робин Шолковы   |
| NHK Trophy   | Танцы      | Майя Шибутани / Алекс Шибутани   | Кэйтлин Уивер / Эндрю Поже    | Елена Ильиных / Никита Кацалапов |

| Соревнование         | Дисциплина | Золото                              | Серебро                       | Бронза                         |
| Trophée Eric Bompard | Мужчины    | Патрик Чан                          | Сун Нань                      | Михал Бржезина                 |
| Trophée Eric Bompard | Женщины    | Елизавета Туктамышева               | Каролина Костнер              | Алисса Чизни                   |
| Trophée Eric Bompard | Пары       | Татьяна Волосожар / Максим Траньков | Вера Базарова / Юрий Ларионов | Мэган Дюамель / Эрик Рэдфорд   |
| Trophée Eric Bompard | Танцы      | Тесса Вертью / Скотт Моир           | Натали Пешала / Фабьян Бурза  | Анна Каппеллини / Лука Ланотте |

| Соревнование  | Дисциплина | Золото                         | Серебро                          | Бронза                               |
| Cup of Russia | Мужчины    | Юдзуру Ханю                    | Хавьер Фернандес                 | Джереми Эбботт                       |
| Cup of Russia | Женщины    | Мао Асада                      | Алёна Леонова                    | Аделина Сотникова                    |
| Cup of Russia | Пары       | Алёна Савченко / Робин Шолковы | Юко Кавагути / Александр Смирнов | Стефания Бертон / Ондржей Готарек    |
| Cup of Russia | Танцы      | Мэрил Дэвис / Чарли Уайт       | Кэйтлин Уивер / Эндрю Поже       | Екатерина Боброва / Дмитрий Соловьев |

| Соревнование | Дисциплина | Золото                         | Серебро                             | Бронза                           |
| ФИНАЛ        | Мужчины    | Патрик Чан                     | Дайсукэ Такахаси                    | Хавьер Фернандес                 |
| ФИНАЛ        | Женщины    | Каролина Костнер               | Акико Судзуки                       | Алёна Леонова                    |
| ФИНАЛ        | Пары       | Алёна Савченко / Робин Шолковы | Татьяна Волосожар / Максим Траньков | Юко Кавагути / Александр Смирнов |
| ФИНАЛ        | Танцы      | Мэрил Дэвис / Чарли Уайт       | Тесса Вертью / Скотт Моир           | Натали Пешала / Фабьян Бурза     |

## Призовой фонд
За занятые на этапах серии Гран-при места, спортсмены получили следующие денежные призы:
| Место | Призовые   |
| ----- | ---------- |
| 1     | US $18,000 |
| 2     | US $13,000 |
| 3     | US $9,000  |
| 4     | US $3,000  |
| 5     | US $2,000  |

Общий призовой фонд финала серии составил US $272,000, которые распределились между участниками следующим образом:
| Место | Призовые   |
| ----- | ---------- |
| 1     | US $25,000 |
| 2     | US $18,000 |
| 3     | US $12,000 |
| 4     | US $6,000  |
| 5     | US $4,000  |
| 6     | US $3,000  |